# Армоеа (Ђенова)
Армоеа је насеље у Италији у округу Ђенова, региону Лигурија.
Према процени из 2011. у насељу је живело 52 становника. Насеље се налази на надморској висини од 173 м.